# Patrice Lair

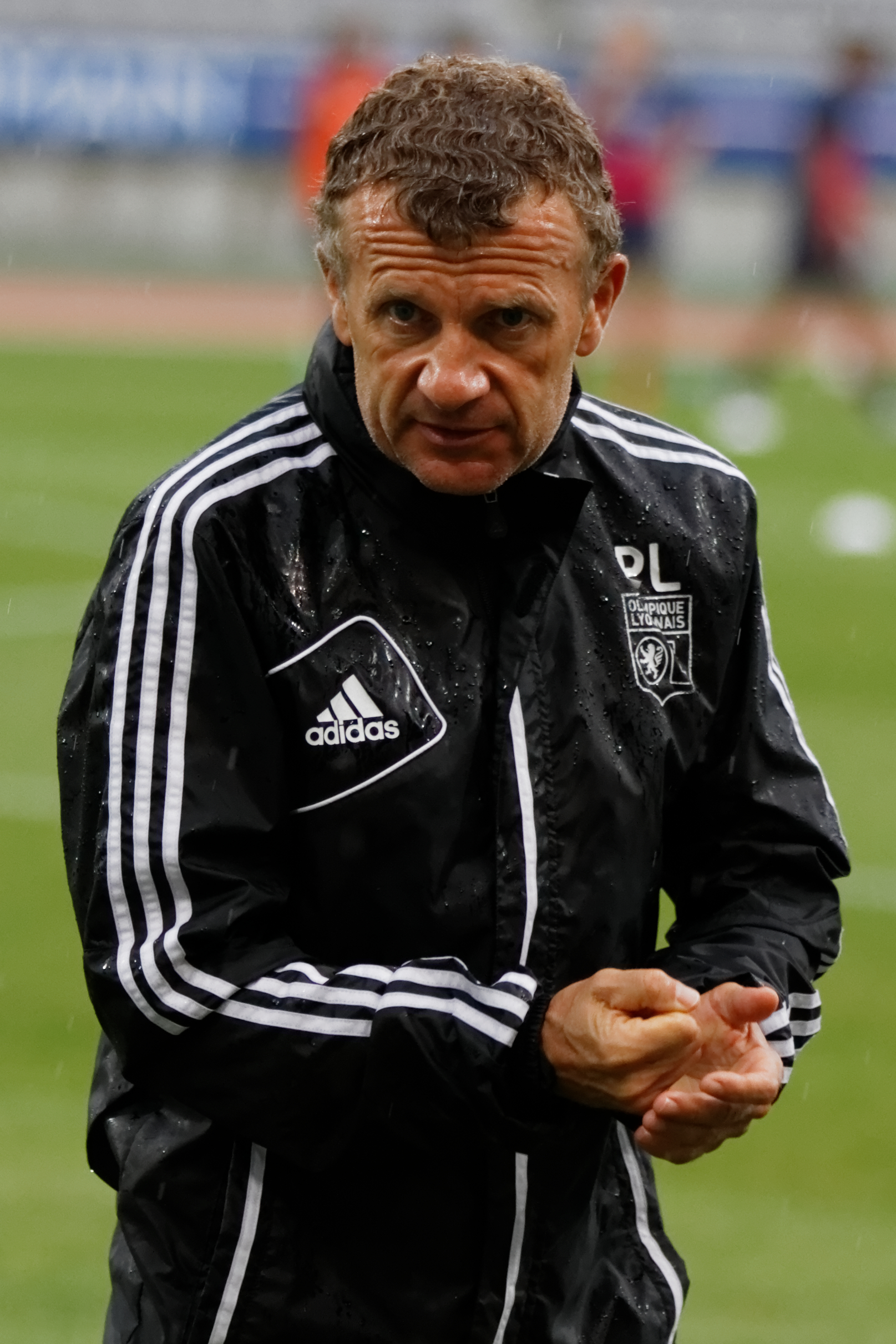
Patrice Lair (2013)

Patrice Lair (* 16. Juni 1961 in Saint-Brieuc) ist ein ehemaliger französischer Fußballspieler, der seither als Trainer arbeitet und sich dabei vor allem im Frauenfußball einen Namen gemacht hat, wo ihm der Gewinn eines Dutzends nationaler und internationaler Titel gelang.

## Spielerkarriere
Patrice Lair spielte schon in seiner frühesten Kindheit bei kleinen Vereinen in seiner nordbretonischen Geburtsregion Fußball, bis 1976 in Fréhel und danach in Plancoët. 1977 schloss er sich Stade Briochin an, dessen Farben der Mittelfeldspieler zehn Jahre lang vertrat. Ab 1987 stand er in der Elf der US Avranches, die gerade aus der Division d’Honneur in die vierte (Amateur-)Liga aufgestiegen war. Aufgrund zweier Sportverletzungen begann er bereits zu dieser Zeit mit seiner Trainerausbildung und hat anschließend als Spielertrainer bei zahlreichen weiteren Amateurklubs (darunter der FC Perigueux, die US Saint-Malo, der FC Trélissac und die ESA Brive) gearbeitet; in dieser Zeit blieb er häufig nur für eine Saison bei einem Verein.

## Trainertätigkeiten
| Vereine als Trainer (ohne Spielertrainer-Zeiten) | von … bis           |
| ------------------------------------------------ | ------------------- |
| Stade de Reims B                                 | 2000–Ende 2002      |
| Stade de Reims (Assistent)                       | 2001–Ende 2002      |
| AS Angoulême (Assistent)                         | 2003                |
| Villeneuve-Saint-Germain                         | 2004/05             |
| Montpellier HSC (Frauen)                         | 2005–2007           |
| Entente Castelnau Le Crès                        | 2007/08             |
| Espoirs de Savalou                               | 2009                |
| U17-Nationalmannschaft                           | Frühjahr 2010       |
| A-Nationalmannschaft (Assistent)                 | Frühjahr 2010       |
| Olympique Lyon (Frauen)                          | 2010–2014           |
| Paris Saint-Germain FC (Frauen)                  | 2016–2018           |
| Chamois Niort                                    | Juni–Dezember 2018  |
| En Avant Guingamp                                | Juli–September 2019 |
| Girondins Bordeaux (Frauen)                      | 2021–März 2024      |
| Stand: 19. März 2024                             |                     |

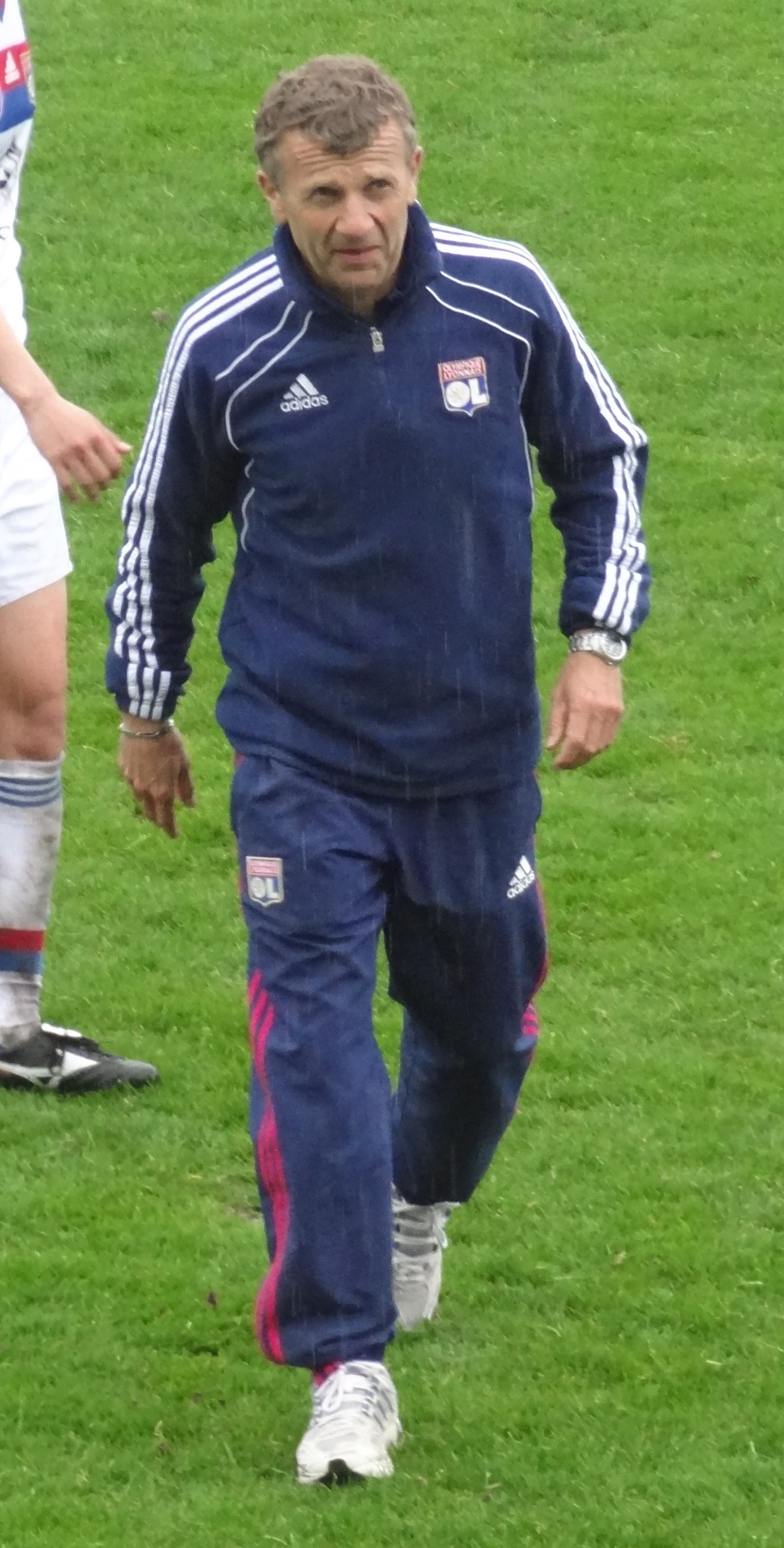
Patrice Lair bei der Arbeit

Im Jahr 2000 erhielt er eine Anstellung als Trainer der zweiten Mannschaft von Stade Reims. Dort wurde er nach einem Jahr zusätzlich zum Assistenten von Marc Collat bei Stades Zweitligaelf befördert. Als dieser im Dezember 2002 vorzeitig entlassen wurde, sollte Lair dessen Nachfolge antreten, aber er nahm dieses Angebot nicht an, weil er einen solchen Schritt „als einen Dolchstoß in Collats Rücken“ empfunden hätte. Diese solidarische Haltung wurde möglicherweise auch dadurch bestärkt, dass Collat von Lairs Ex-Klub aus Saint-Brieuc nach Reims gekommen war. Stattdessen ging er 2003, erneut als Co-Trainer, zur AS Angoulême, die in der dritten Liga spielte; dort wurde ihm nach einem Streit mit dem Spieler Steve Savidan der Stuhl vor die Türe gesetzt. Während der Saison 2004/05 arbeitete er als Chefcoach bei einem weiteren Amateurklub aus Villeneuve-Saint-Germain. Diese bis dahin eher bescheidene Laufbahn sowohl als Spieler als auch als Trainer hat Patrice Lair im Rückblick mit den Worten begründet, er habe „das Leben lieber genossen“ und sei „zu wenig karrierebewusst“ gewesen.
Dies änderte sich 2005, als er die Trainerstelle beim Frauen-Erstligisten Montpellier HSC annahm, grundlegend. Der MHSC hatte in den beiden vorangehenden Spielzeiten die französische Meisterschaft gewonnen, wonach der autokratische Vereinspräsident Louis Nicollin dennoch jeweils den Trainer entlassen hatte; Lair stand also unter erheblichem Erwartungsdruck. In seiner ersten Saison führte er die Titelverteidigerinnen zwar auf den zweiten Tabellenrang, aber der Rückstand auf Juvisy FCF war mit neun Punkten deutlich. Dafür erreichten Lairs Spielerinnen das Halbfinale des europäischen Landesmeisterwettbewerbs, holten sich zudem am Saisonende wenigstens den französischen Pokal, und er erhielt von Nicollin eine „zweite Chance“. Aber in der folgenden Spielzeit reichte es erneut nur zur Vizemeisterschaft, und auch wenn Montpellier wiederum Pokalsieger wurde – Meister Olympique Lyon wurde im Elfmeterschießen bezwungen –, ersetzte der Präsident seinen Trainer durch die ehemalige MHSC-Spielerin Sarah M’Barek.
Patrice Lair blieb im Languedoc und fand für die Saison 2007/08 eine Stelle als Übungsleiter der in der siebthöchsten Liga antretenden Männer der Entente Castelnau Le Crès FC. Anschließend war er arbeitslos. 2009 nahm er die Cheftrainerposition bei den Espoirs de Savalou, einem Erstligisten aus Benin, an, die allerdings bereits nach wenigen Spielen vorzeitig endete. 2010 verpflichtete ihn der ruandische Fußballverband für seine U17-Jugendnationalmannschaft und zusätzlich als Trainerassistenten der Männernationalelf. Doch als Lair im Sommer bei seiner Familie in Montpellier Urlaub machte, erreichte ihn ein Anruf aus der Geschäftsstelle von Olympique Lyon, das einen Nachfolger für Farid Benstiti, seinen langjährigen Erfolgstrainer des Frauenteams, suchte.
Bei Olympique blieb Patrice Lair vier Jahre, und er gewann mit der Frauschaft in jeder dieser Spielzeiten die französische Meisterschaft sowie mindestens einen weiteren Titel: dies war 2011 die UEFA Women’s Champions League, die seine Frauen 2012 verteidigen konnten, außerdem von 2012 bis 2014 jeweils der Landespokal. Bei der allerdings nur inoffiziellen Klubweltmeisterschaft (Mobcast Cup) 2012 in Japan hießen die Siegerinnen gleichfalls Olympique Lyon.
Bei diesen Erfolgen kam dem Trainer zweifellos zugute, dass Lyon sich schon unter Benstiti zu einem Sammelbecken französischer und ausländischer Nationalspielerinnen entwickelt hatte; aber auch unter Lair standen im Aufgebot Frankreichs für die WM 2011 zehn und für die EM 2013 neun Spielerinnen dieses Vereins. Und er hat das Niveau der Mannschaft auch dann hoch zu halten vermocht, als der Klub zur Saison 2012/13 erstmals das Budget der Fußballerinnen deutlich reduziert hat. Mitte 2013 war Patrice Lair sogar kurzzeitig als Nachfolger des Frauen-Nationaltrainers Bruno Bini im Gespräch.
Im Frühjahr 2014 hatte er den Vereinspräsidenten um vorzeitige Vertragsauflösung zum Saisonende gebeten, weil für ihn „vier Jahre eine sehr lange Zeit“ seien und er „neue Herausforderungen benötig[e]“. Als seinen Nachfolger hat Olympique Lyon Gérard Prêcheur verpflichtet. Patrice Lair hatte in den folgenden zwei Jahren keine neue Trainerstelle angenommen, konnte sich aber vorstellen, auch erneut im Männerfußball zu arbeiten. Seit September 2014 war er als Experte in der wöchentlichen Frauenfußballsendung Femmes 2 foot auf Eurosport tätig.
Dann unterzeichnete Lair beim Vizemeister Paris Saint-Germain FC einen Vertrag zur Saison 2016/17, wo er erneut – wie sechs Jahre zuvor in Lyon – Farid Benstiti als Cheftrainer des Frauenteams ablöste. Paris hatte in der Sommerpause eine erhebliche personelle Fluktuation zu verzeichnen gehabt, so dass die Vereinsführung von einem „Aufbaujahr“ ausging. Lair wollte davon freilich nichts wissen: „Ich möchte sofort erfolgreich sein.“ Er legte von Anfang an großen Wert auf eine Stärkung der Defensive, und dies mit Erfolg. Am Jahresende 2016 wies PSGs Abwehr um Torfrau Katarzyna Kiedrzynek in der Liga eine absolut blütenweiße Weste auf, und die Frauschaft führte die Tabelle auch verlustpunktfrei an, nachdem sie selbst Serienmeister Lyon besiegt hatte. In der Rückrunde schwächelte Lairs Team allerdings und belegte am Ende lediglich den dritten Platz. Dafür erreichte die Hauptstadt-Elf im Europapokalwettbewerb das Finale, in dem aber Olympique Lyon die Oberhand behielt. Ein Jahr später war PSG Vizemeister und der Verein bot ihm eine einjährige Vertragsverlängerung an, wenn die Frauschaft das französische Pokalendspiel gegen Lyon gewinnen sollte. Dies lehnte Lair ab und unterschrieb stattdessen als Cheftrainer beim Männer-Zweitligisten Chamois Niort.
In Niort legte er sich schon bald mit dem Vereinspräsidenten an, und auch ein Teil der Spieler kritisierte seine Trainingsmethoden. Daraufhin beendeten beide Seiten kurz vor Weihnachten 2018 die eigentlich auf zwei Jahre angelegte Zusammenarbeit. Zur Saison 2019/20 verpflichtete der bretonische Erstligaabsteiger EA Guingamp Patrice Lair, der einen Zwei-Jahres-Vertrag mit Option für ein weiteres Jahr erhielt. Nachdem die Mannschaft denkbar schwach in die Spielzeit gestartet war, entließ auch dieser Klub den Trainer nach wenigen Monaten.
Zur Saison 2021/22 kehrte Lair in den Frauenfußball zurück; die Girondins Bordeaux verpflichteten ihn als Cheftrainer ihres Erstligateams, das sich gerade für die Champions League qualifiziert hatte, dort jedoch am VfL Wolfsburg scheiterte. Nachdem sein Team am Ende der Hinrunde allerdings lediglich Liga-Siebter und auch im Landespokal schon ausgeschieden war, entließ der Verein ihn bereits Mitte Januar 2022 wieder – nur um ihn acht Tage später zurückzuholen. Mitte März 2024 stellten die Girondins Lair erneut frei; die Frauen belegten zu diesem Zeitpunkt weiterhin den letzten Tabellenplatz, nachdem sie am sechstletzten Spieltag auch gegen den gleichfalls noch nicht aller Abstiegssorgen ledigen FCO Dijon ihr Heimspiel verloren und der Trainer sich anschließend mit Zuschauern angelegt hatte.

## Palmarès als Trainer
- Französischer Frauenmeister: 2011, 2012, 2013, 2014 (und Vizemeister 2006, 2007, 2018)
- Französischer Frauenpokalsieger: 2006, 2007, 2012, 2013, 2014
- Gewinner der UEFA Women’s Champions League: 2011, 2012 (und Finalist 2013, 2017)
- Gewinner des Mobcast Cup (inoffizielle Klubweltmeisterschaft): 2012